# By Twilight
By Twilight – wiersz angielskiego poety Algernona Charlesa Swinburne’a, opublikowany w tomiku Poems and Ballads. Third Series, wydanym w Londynie w 1889 roku przez spółkę wydawniczą Chatto & Windus. Pod względem budowy wersyfikacyjnej utwór jest roundelem. Składa się z trzech strof, ma w sumie jedenaście wersów i jest oparty na tylko dwóch rymach. Refren powtarza pierwsze słowa utworu. W utworze można zaobserwować typowe dla Swinburne’a aliteracje: dream that desire of the distance albo sinks on the soul, and the stars.
If we dream that desire of the distance above us
Should be fettered by fear of the shadows that seem,
If we wake, to be nought, but to hate or to love us
If we dream,
Night sinks on the soul, and the stars as they gleam
Speak menace or mourning, with tongues to reprove us
That we deemed of them better than terror may deem.
But if hope may not lure us, if fear may not move us,
Thought lightens the darkness wherein the supreme
Pure presence of death shall assure us, and prove us
If we dream.
Zobacz też: Wędrowny wiatru wiew, A Century of Roundels